# Volutidae

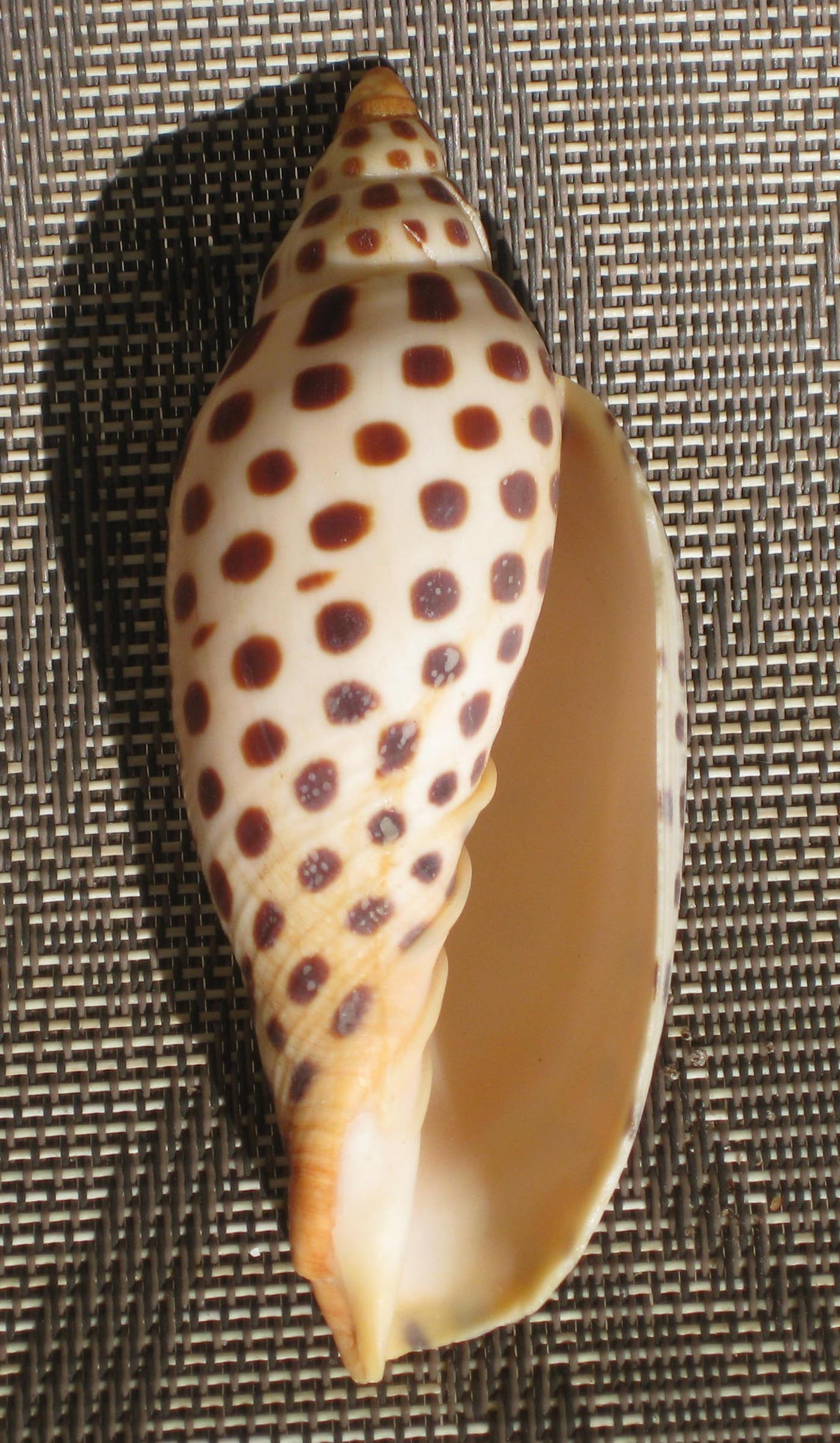
Vista de un caparazón de Scaphella junonia

Volutidae, nombre común volutas, es una familia taxonòmica de caracolas depredadoras que varían desde una medida de 9 mm hasta más de 500 mm. La mayoría de esta especie de moluscos gastrópodos marinos, no tienen opérculo.

## Distribución
Esta familia de caracolas se encuentra principalmente en mares tropicales, aunque alguna especie también habita las aguas de los círculos polares.

## Descripción del caparazón
El tamaño de las conchas de estos caracoles varía entre los 20 mm y los 70 mm, y suelen tener un opérculo corni en espiral. El caparazón de especies como Melo amphora puede crecer hasta 50 cm (19,7 pulgadas) de longitud.
Las volutas se distinguen por sus conchas claramente marcadas con espirales, a las que hace referencia el nombre común, (voluta significa "espiral" en latín)
Las conchas tienen una apertura alargada en su primera espiral y un labio interior que se caracteriza por un número de espiras profundas Las elaboradas decoraciones de estas conchas las ha convertido en populares objetos de coleccionista, siendo particularmente apreciada la voluta imperial (Voluta imperialis) de Filipinas.

## Taxonomía

### Subfamilias y tribus
Según Bail & Poppe (2001), la familia Volutidae puede ser subdividida en las siguientes subfamilias y tribus:
- Amoriinae Grey, 1857
  - Tribu Meloini Pilsbry & Olsson, 1954
  - Tribu Amoriini Grey, 1857
- Athletinae Pilsbry & Olsson, 1954
- Calliotectinae Pilsbry & Olsson, 1954
- Cymbiinae H. Adams & A. Adams, 1853
  - Tribu Adelomelonini Pilsbry & Olsson, 1954
  - Tribu Alcithoini Pilsbry & Olsson, 1954
  - Tribu Cymbiini H. Adams & A. Adams, 1853
  - Tribu Livoniini Bail & Poppe, 2001
  - Tribu Odontocymbiolini Clench & Turner, 1964
  - Tribu Zidonini H. Adams & A. Adams, 1853
- Fulgorariinae Pilsbry & Olsson, 1954
- Plicolivinae Bpichet, 1990
- Scaphellinae Grey, 1857
- Volutinae
  - Tribu Lyriini Pilsbry & Olsson, 1954
  - Tribu Volutini Rafinesque, 1815

### Géneros
Los géneros de Volutidae incluyen:
- Adelomelon Dall, 1906
- Alcithoe H. Adams & A. Adams,1853
- Amoria Grey, 1855[5]
- Ampulla Röding, 1798
- Arctomelon Dall, 1915
- Callipara Grey, 1847
- Calliotectum Dall, 1890
- Cymbiola Swainson, 1831
- Cymbiolacca
- Cymbium Röding, 1798
  - Cymbium cymbium
  - Cymbium Glande
  - Cymbium marmoratum
  - Cymbium olla (Linnaeus, 1758)
  - Cymbium pepo
- Enaeta H. Adams y A. Adams, 1853
- Ericusa H. Adams y A. Adams, 1858
- Festilyria Pilsbry & Olsson, 1954
- Fulgoraria Schumacher, 1817[6]
- Fusivoluta @E. von Martas, 1902

- Harpovoluta Thiele, 1912
- Harpulina Dall, 1906
- Iredalina Finlay, 1926
- Leptoscapha Fischer, 1883
- Livonia Grey, 1855
- Lyria Grey, 1847
- † Mauira Marwick, 1943
- † Mauithoe Finlay, 1930

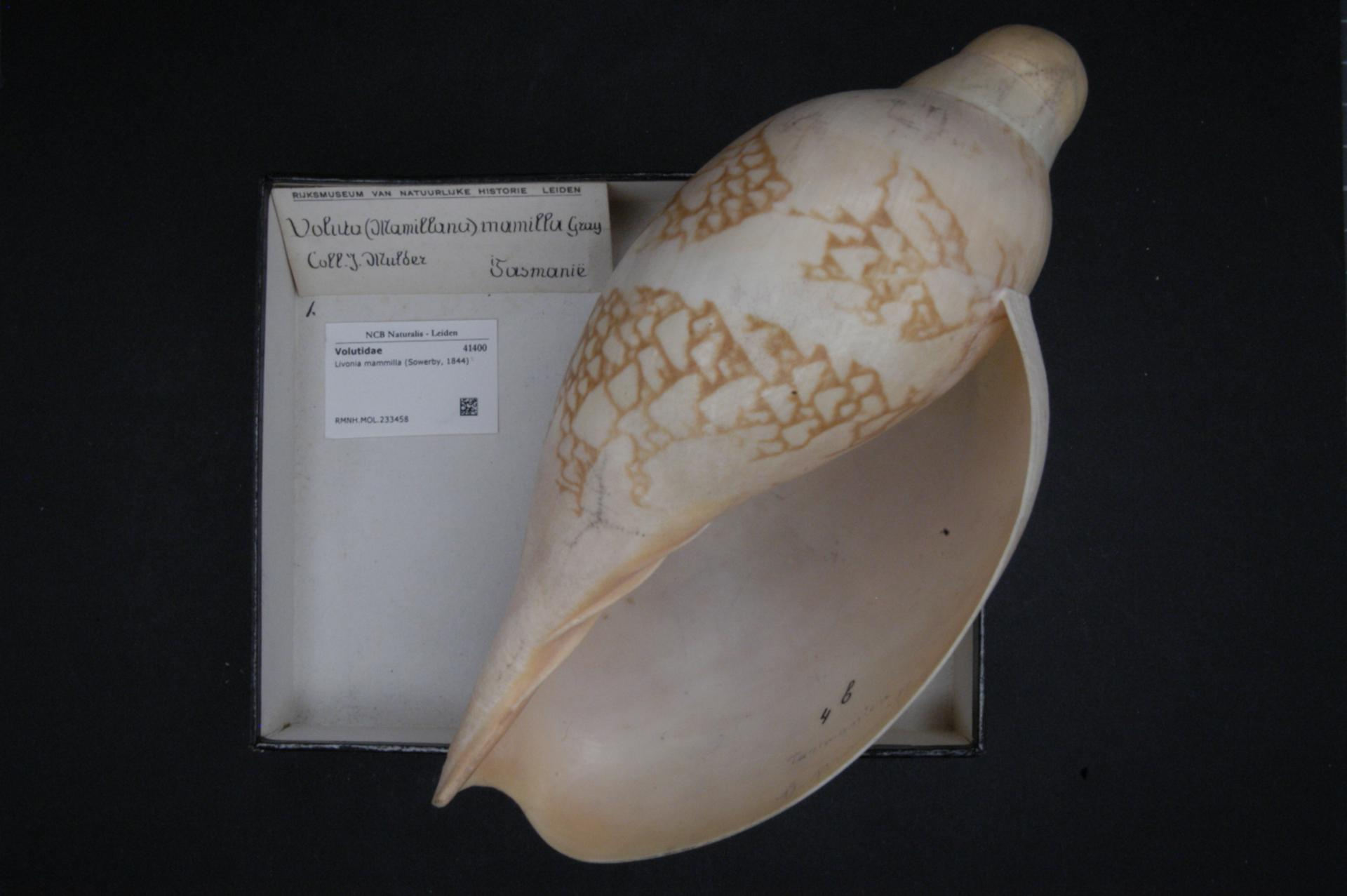
Livonia mammilla (Sowerby, 1844), espécimen de museo.

- Melo Broderip Dentro de Sowerby yo, 1826

- † Metamelon Marwick, 1926
- Minicymbiola Klappenbach, 1979
- Miomelon Dall, 1907
- † Mitreola Swainson, 1833
- Nannamoria Iredale, 1929
- Nanomelon Leal & Bouchet, 1989
- Neptuneopsis Sowerby III, 1898
- Notopeplum Finlay, 1927
- Notavoluta Cotton, 1946
- Odontocymbiola Clench & Turner, 1964
- † Pachymelon Marwick, 1926
- Paramoria McMichael, 1960
- Plicoliva Petuch, 1979
- Provocator Watson,1882
- Scaphella Swainson, 1832
- Spinomelon Marwick, 1926

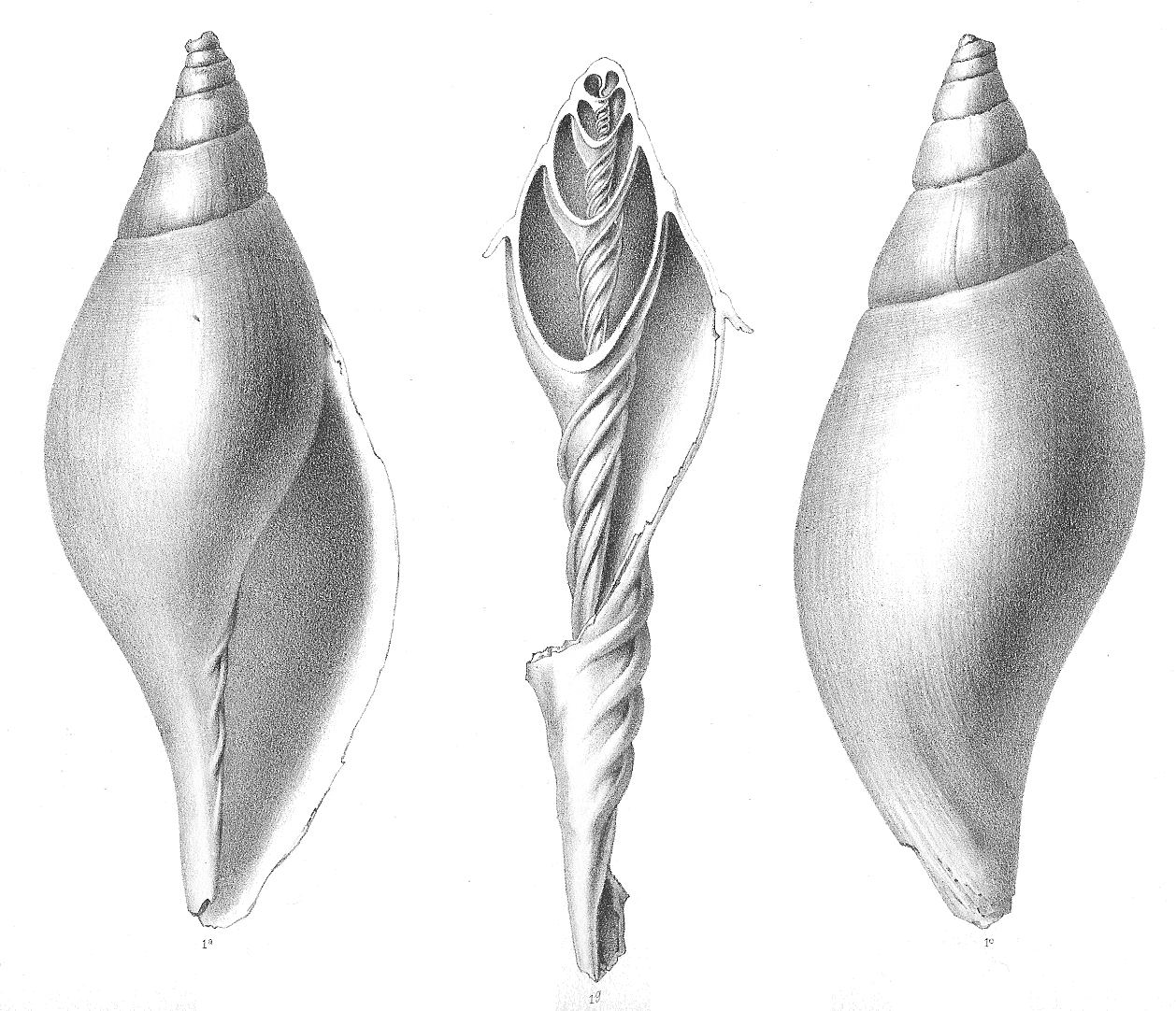
Dos vistas de un caparazón de Scaphella lamberti, y en el centro, una sección mostrando los pliegues en la columel·la

- Tenebrincola Harasewych & Kantor, 1991
- Teramachia
- Tractolira Dall, 1890
- Voluta Linnaeus, 1758
- Volutifusus Conrad, 1863
- Volutoconus Crosse, 1871
- Waihaoia Marwick, 1926
- Zygomelon Harasewych & Marshall,1995
- Zidona H. Adams y A. Adams, 1853